# Padenghe sul Garda
Padenghe sul Garda település Olaszországban, Lombardia régióban, Brescia megyében. Lakosainak száma 4828 fő (2023. január 1.). Padenghe sul Garda Bardolino, Desenzano del Garda, Lonato del Garda, Sirmione, Calvagese della Riviera, Lazise, Moniga del Garda és Soiano del Lago községekkel határos.

## Népesség
A település lakossága az elmúlt években az alábbi módon változott:
| Lakosok száma | 4543 | 4629 | 4828 |
|               | 2017 | 2018 | 2023 |